# Criminal Activities
Criminal Activities és una pel·lícula de thriller policíac estatunidenc del 2015 dirigida per Jackie Earle Haley, en el seu debut com a director, i escrita per Robert Lowell. La pel·lícula és protagonitzada per Michael Pitt, Dan Stevens, John Travolta, Christopher Abbott, Edi Gathegi, Rob Brown i Jackie Earle Haley . La pel·lícula es va estrenar el 20 de novembre de 2015 a càrrec d'RLJ Entertainment i Image Entertainment. S'ha doblat i subtitulat al català.
El rodatge de la pel·lícula va començar el 27 de maig de 2014 a Cleveland i va acabar el 26 de juny. En un principi, es preveia ambientar-se a Detroit, però finalment es va canviar de ciutat.